# Еврейская тропа

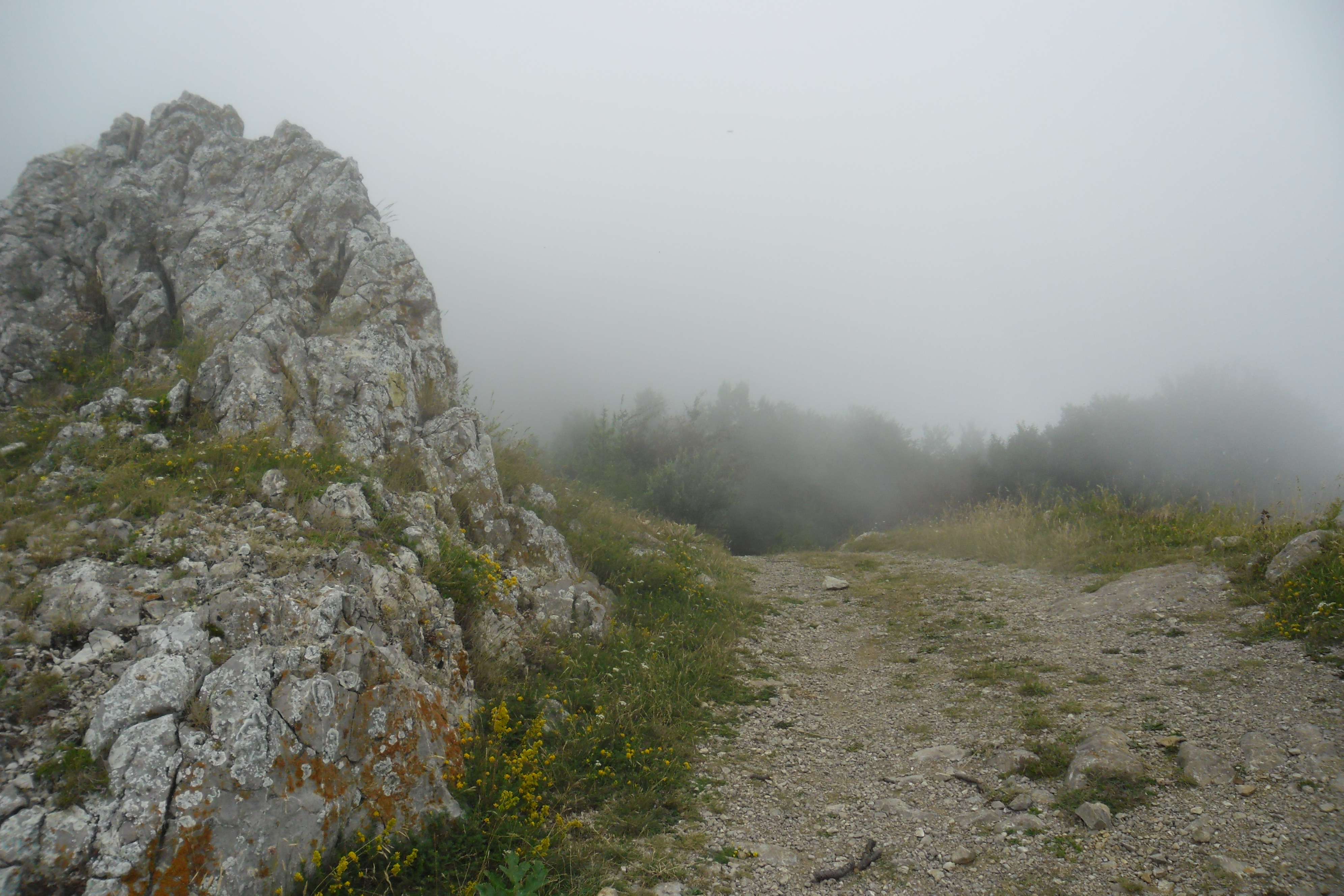
Еврейская тропа на перевале Ай-Петринская яйла

Еврейская тропа, тропа Жидова, Жидовская дорога — дорога местного значения проложенная по трассе древней тропы в конце 19 века. В настоящее время пешеходно-велосипедная тропа в Крыму. В советское время по части её трассы проходил туристический маршрут №48. 

## Описание

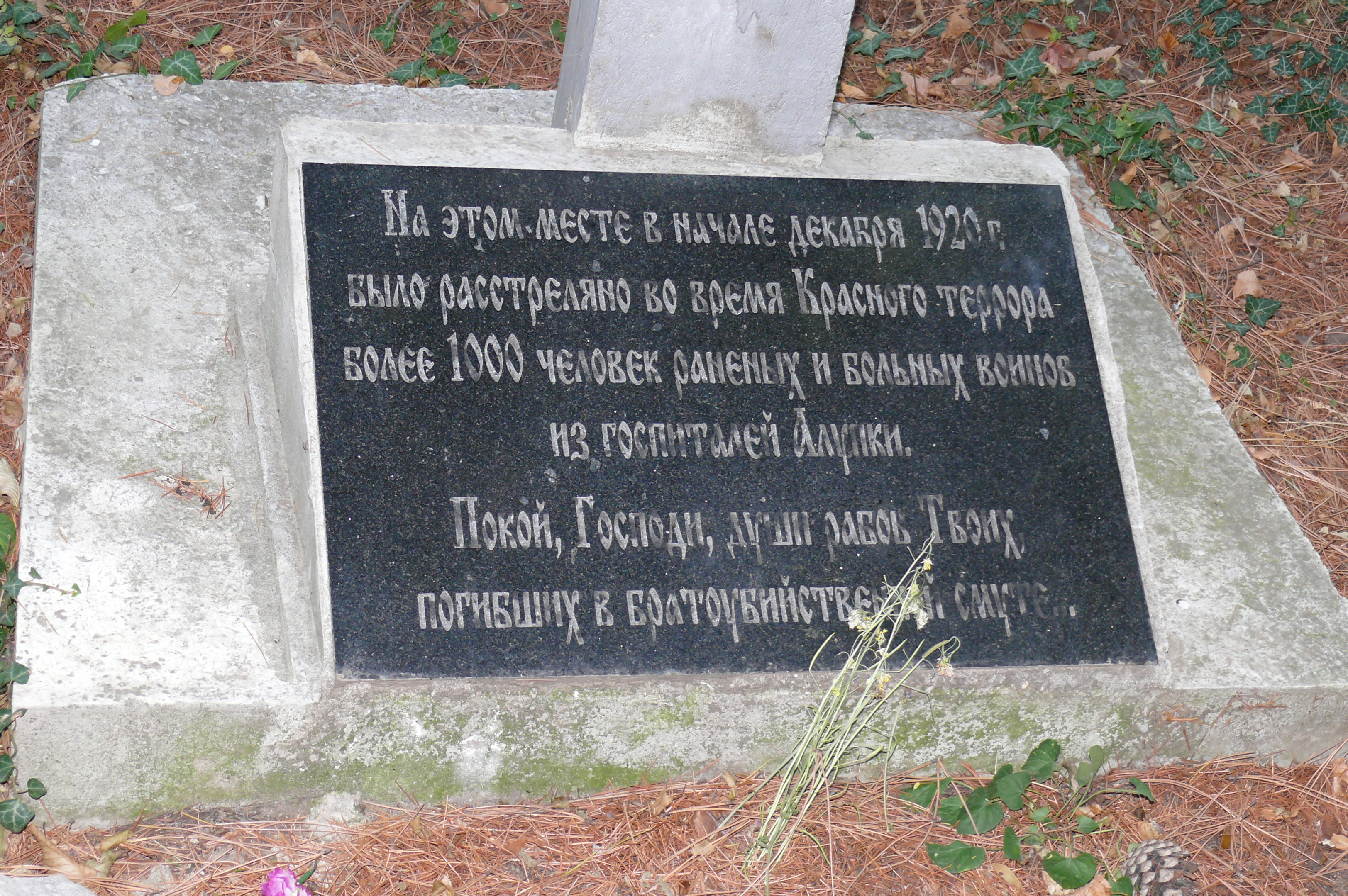
Знак в память о жертвах красного террора в Алупке

Еврейская тропа представляет собой грунтовую дорогу шириной 4 м, что проходит от Симеиза до урочища Беш-Текне на плато Ай-Петри. Тропа общей протяженностью 4 км проходит через дубовые, сосновые и буково-грабовые леса, типичные для западной части Южного берега Крыма.

В нижней части тропа минует старое кладбище и искусственный водоём. Тут во время красного террора 1920-1921 годов проходили массовые расстрелы. Установлен поклонный крест с табличкой.

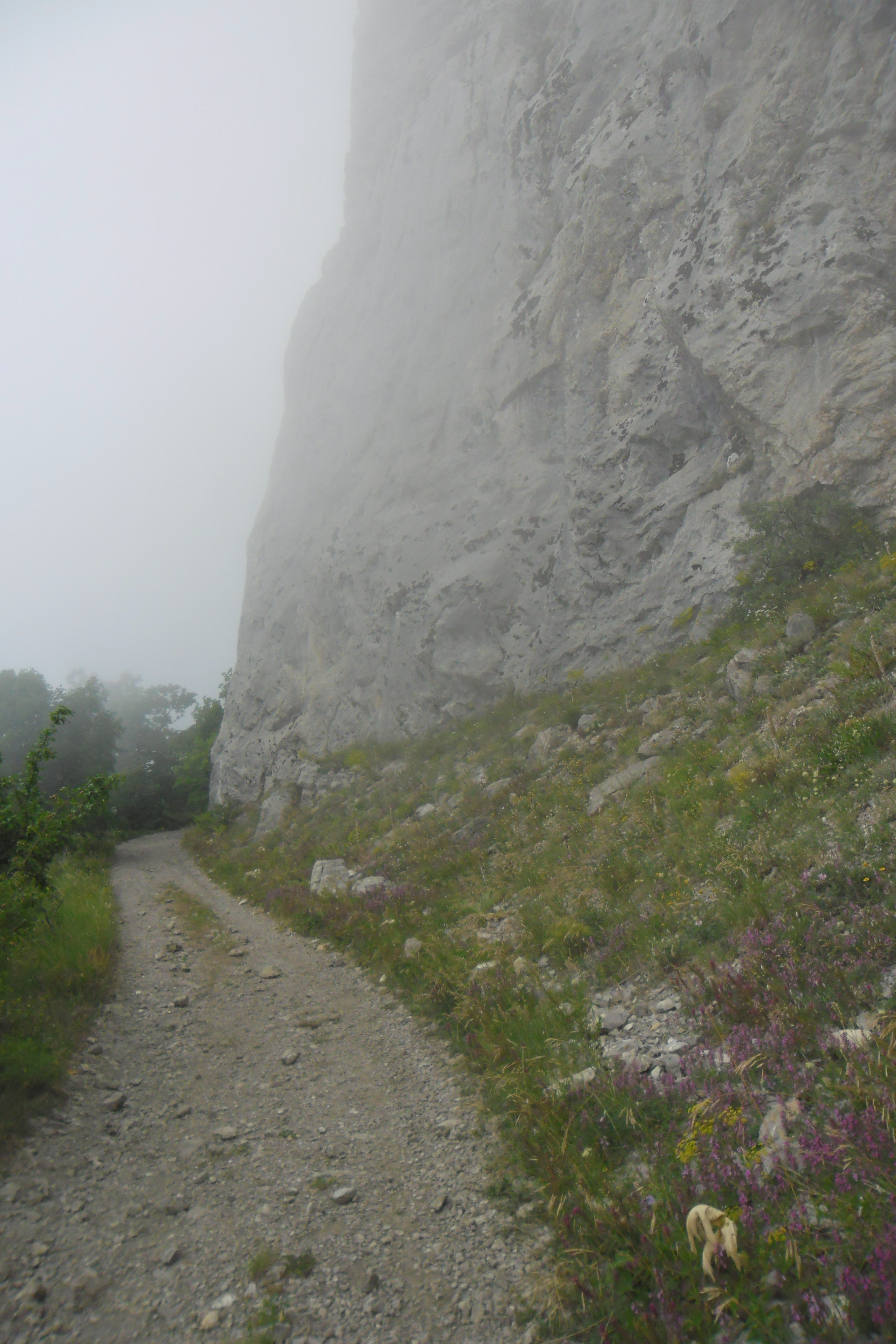
Еврейская тропа на перевале. Спуск на Симеиз

Тропа представляет собой исторически сложившийся прогулочный маршрут, проложенный в 1914 году из имения князя Ф. Ф. Юсупова в селе Коккозы (ныне Соколиное) в его же усадьбу в Кореизе (ныне Юсуповский дворец ) под руководством инженера Жидова[уточнить] (отсюда обиходное название дороги «Еврейская»).
Ранее эти земли принадлежали царской семье, потом их продали купцу Жидову, который рубил сосны на экспорт, но сажал новые, которым теперь более 100 лет. Пройдя по тропинке сквозь сосновый бор и несколько источников, попадаем до конуса древнего обвала, за которым тропа после 2-3 часов ходьбы от Симеиза поднимается на стену Главной гряды Крымских гор, которая издали казалась неприступной. С обрыва открывается замечательный вид на Симеиз, гору Кошка, поселок Кацивели и дальше.
Перевал, где «Еврейка» выходит на плато, называется Ат-Баш Богаз. За 7 минут ходьбы по тропе на запад, за хребтом, следующий перевал — Эски-Богаз, здесь можно спуститься в Голубой Залив (забирая на спуске левее) или в Оползневое (правее). «Еврейкой» можно подняться до самого конца (гора Ат-Баш, урочище Беш-Текне), или повернуть направо чуть раньше, чтобы попасть в ущелье между лесистым бугром над Шаан-Кая и скалой ближе к Ат-Баш.
В советское время по части её трассы проходил туристический маршрут №48. Еврейская тропа сейчас в удовлетворительном состоянии, она хорошо промаркирована.